# NGC 267
NGC 267 je otvoreni skup u zviježđu Tukanu.

## Vanjske poveznice
- SEDS: NGC 0267